# Arroz de fríjol cabecita negra
El arroz de fríjol cabecita negra es un plato típico de algunos países del Caribe como la Costa Caribe de Colombia, Cuba, Panamá y Puerto Rico, en los cuales se suelen preparar arroces con distintas legumbres como lentejas, guandú, caraotas, entre otras.
Lleva fríjoles cabecita negra y condimentos como ajo, cebolla y achiote. Los fríjoles se ablandan en olla a presión y se añaden con los condimentos sofritos al arroz, el cual se cocina en el agua en que se ablandaron los fríjoles. Se consume a manera de guarnición, acompañado de alguna carne y ensalada.
En Córdoba se prepara una variedad a la que se le añade leche de coco.